# Marsilea batardae
Marsilea batardae es una planta de la familia de las marsileáceas. El nombre de especie es en honor de la botánica portuguesa Rosette Mercedes Saraiva Batarda Fernandes. 
Pese a que es un nombre común para esta planta, Marsilea batardae no es una especie de trébol (Trifolium), por lo que no se trata de una planta de tréboles de cuatro hojas.

## Descripción
Hierba perenne rizomatosa, con rizoma horizontal delgado, ramificado, enraizante y peloso en los nudos, desarrollado en suelos muy húmedos o bajo el agua. Hojas (frondes) solitarias o en fascículos, con un peciolo de 1,5 a 10 (-12) cm y limbo dividido en cuatro partes (foliolos) de 3a 8 (-10) mm, estrechados en la base, más o menos en forma de abanico (flabelados), con nerviación dicotómica, enteros o irregularmente dentados (cerrados) en el ápice. Esporangios reunidos en grupos (soros) encerrados a una división de la base de la hoja (sorocarpo). Sorocarpo pedicelado de 2,5 a 4,5 mm, subglobuloso-comprimido, solitario o en grupos de dos a tres nudos, al principio pelosos; en la madurez sin pelo, con un diente inferior obtuso casi ausente y un diente superior agudo.

## Distribución y hábitat
Endemismo ibérico. Habita en orillas arcillosas de cursos de agua someros y charcas temporales. Esporula a final de primavera y en verano. Declarada en peligro crítico de extinción en Andalucía.